# Rob Verdurmen
 Rob Verdurmen (* 20. März 1953 in Amsterdam) ist ein niederländischer Jazzmusiker (Schlagzeug, Komposition), der als Mitglied des Willem Breuker Kollektief bekannt wurde.

## Leben und Wirken
Verdurmen nahm zunächst Unterricht in der Musikschule, um sich dann in Workshops bei Nedly Elstak und Herman de Wit weiterzubilden. Zunächst leitete er ein Quintett mit Bob Driessen. Anfang der 1970er Jahre gehörte er zum Orchester De Boventoon und erhielt 1971 im Sextett von Trompeter Charlie Nanlohy den zweiten Preis beim Jazzwettbewerb von Loosdrecht. 1974 holte ihn Willem Breuker als Gründungsmitglied in sein Kollektief, dem er bis zu dessen Auflösung angehörte. Leo Cuypers engagierte ihn zur Aufführung seiner Johnny Rep Suite (Live in Shaffy). Weiterhin gehörte er dem Trio von Henk de Jonge an, mit dem er auch aufnahm. Auch spielte er in den Gruppen von Boy Raaymakers / Maarten van Norden und Arjen Gorter. Seit 2001 leitete er gemeinsam mit Arend Niks das Oktett Drummers Double Bill, für das er auch komponierte; die Gruppe legte 2003 ein erstes Album vor und war ab 2004 mehrfach international auf Tournee. Bo van de Graaf holte ihn 2010 in die Rhythmusgruppe seiner Formation I Compani, mit der Verdurmen zwei Alben einspielte.

## Diskographische Hinweise
- Drummers Double Bill S.O.S. (BVHaast 2003, mit Jan van Duikeren, Joost Buis, Rutger van Otterloo, Alex Coke, Corrie van Binsbergen, Arjen Gorter, Arend Niks)
- Drummers Double Bill & Jan Wolkers 2Texel (BVHaast 2006)